# Engelberger Aa
Engelberger Aa (eller Engelbergeraa) er en 50 km. lang flod i Unterwaldens to halvkantoner i central-Schweiz.
Den udspringer vest for Surenenpass (2.291 m.o.h.) i Kanton Uri. Dens øvre løb ligger for størsteselens vedkommende i Kanton Obwalden nord for bjergtinden Titlis, fra hvilken den får det meste af sit vand.Ved Engelberg drejer floden fra, flyder forbi Wolfenschiessen og 15 km. gennem kanton Nidwalden for at munde ud ved Buochs i 434 m.o.h i Vierwaldstättersøen.
Den brede Engelberg høj-dal (1.015 m.o.h.) stammer fra en vidtstrakt sø, som ved slutningen af sidste istid modstod et gevaldigt klippeskred fra Titlis og senere blev fyldt op med sten og sand. En rest herfra er Eugenisee. Efter denne bjergsø styrter bækken ned i den såkaldte Aatobel, hvor det stejle fald stadig forårsager heftig erosion og enkelte jordskred.

I august 2005 forårsagede Engelberger Aa massive oversvømmelser af dalbunden ved Engelberg efter daglange regnfald og førte til omfattende evakueringer.Dalens hovedfærdselsåre og jernbanen blev svært beskadigede og var i længere tid afbrudt for trafik, sådan at det kendte ferieområde i to uger kun kunne nås fra luften. Der skete også enkelte jordskred og  ved dammen før elektricitetsværket i Obermatt skete et dæmningsbrud. Højvandet i 2005 var det stærkeste i omkring 100 år og oversvømmede omkring 500 hektar jord.